# Индери
Индери — деревня в Вагайском районе Тюменской области, входит в состав Первомайского сельского поселения.

## География
Недалеко от деревни протекает река Вагай.

## Население
| 2010 |
| ---- |
| 204  |

## Инфраструктура
- Мечеть
- Клуб
- Библиотека

## Транспорт
Автобусное сообщение.